# كاتدرائية سان دوني (مترو باريس)
كاتدرائية سان دوني (بالفرنسية: Basilique de Saint-Denis)‏ هي محطة مترو تابعة لمحطة مترو باريس تقع في فرنسا في سان دوني.[بحاجة لمصدر]